# I'm Free (chanson des Who)
Pour les articles homonymes, voir I'm Free.
Singles de The Who
Pinball Wizard
(1969) The Seeker
(1970)
Pistes de Tommy
Sally Simpson Welcome
I'm Free est une chanson du groupe de rock britannique The Who. Elle apparaît sur l'opéra-rock Tommy paru le 23 mai 1969. Elle fut lancée en tant que single dans le monde entier, sauf en Grande-Bretagne, atteignant notamment la 37e place des charts américains.

## Genèse et description
Pete Townshend prétend avoir écrit cette chanson en songeant au morceau des Rolling Stones paru peu de temps auparavant, Street Fighting Man.
Dans cette chanson, le héros, Tommy, guéri de ses multiples handicaps, déclame un sermon à ses admirateurs. Il se montre heureux d'être enfin libéré de ses entraves et veut assumer son destin, le tout en réclamant un soutien inconditionnel de la part de ses fans. Ces derniers se demandent comment le satisfaire (« How can we follow? », « Comment pouvons-nous suivre ? »). Dans l'album, cette chanson est supposée trouver place longtemps après la guérison miraculeuse de Tommy. Lors des versions en concert, notamment celle du Live at the Isle of Wight Festival 1970 en 1970, I'm Free prend place juste après le miracle qui rend à Tommy l'ouïe, la parole et la vue.
Au point de vue musical, la chanson présente un mélange de textures électriques et acoustiques, à l'instar de bon nombre de chansons de Tommy. Elle débute par un riff accrocheur en power chords, avant un solo purement acoustique. La fin reprend le thème de Pinball Wizard.